# Président de la république coopérative du Guyana
 (août 2025).
Si vous disposez d'ouvrages ou d'articles de référence ou si vous connaissez des sites web de qualité traitant du thème abordé ici, merci de compléter l'article en donnant les références utiles à sa vérifiabilité et en les liant à la section « Notes et références ».
Le président de la république coopérative du Guyana (en anglais : President of the Co-operative Republic of Guyana) est le chef de l'État et du gouvernement de la république coopérative du Guyana, ainsi que le commandant en chef des forces armées du pays, selon la Constitution du Guyana. Il a pour résidence la State House du Guyana à Georgetown.

## Histoire
L'ancienne Guyane britannique accède à l'indépendance le 26 mai 1966 sous la forme d'une monarchie constitutionnelle. La reine Élisabeth II en est alors le chef d'État avec le titre distinct de reine du Guyana, et est représentée par un gouverneur général, comme dans chacun des autres royaumes du Commonwealth.
La république est proclamée le 23 février 1970 sous la forme d'un régime parlementaire où le président ne possède qu'un rôle honorifique. La Constitution du 6 octobre 1980 établit un régime présidentiel dans lequel le président dispose de pouvoirs importants.

## Système électoral
Lors des élections législatives, les partis concourant aux 65 sièges de l'Assemblée nationale présentent chacun un seul candidat à la présidence, et le candidat du parti ayant reçu le plus de suffrages devient le président du Guyana pour la durée du mandat de l'assemblée, soit cinq ans. Les candidats à la présidence ne sont pas nécessairement les têtes de liste de leur parti, ceux-ci les plaçant au contraire le plus souvent en fin de liste pour ne pas risquer de perdre un siège si leur candidat remporte la présidence et quitte par conséquent ses fonctions de député. Plusieurs partis rassemblés en coalition peuvent présenter un candidat présidentiel commun tout en présentant des listes séparées aux législatives. 
Depuis 2000, un président n'est rééligible qu'une seule fois. Le mandat du président est intimement lié à celui des membres de l'Assemblée : en cas d'élections anticipées, le candidat à la présidence du parti nouvellement élu remplace le précédent et met ainsi fin à son mandat.